# Kemplich
Kemplich ist eine französische Gemeinde mit 177 Einwohnern (Stand 1. Januar 2022) im Département Moselle in der Region Grand Est (bis 2015 Lothringen). Sie gehört zum Arrondissement Thionville und zum Kanton Metzervisse.

## Geografie
Kemplich liegt etwa 15 Kilometer östlich von Thionville auf einer Höhe zwischen 228 und 350 m über dem Meeresspiegel. Das Gemeindegebiet umfasst 5,55 km² und wird im äußersten Osten vom Anzelingerbach berührt.

## Geschichte
Das Dorf stammt aus gallo-römischer Zeit und hieß damals wahrscheinlich Campilius. Durch die Bestimmungen im Friede von Vincennes kam Sierck „mit seinen dreißig Dörfern“ (dabei auch Kemplich) 1661 zu Frankreich.

### Bevölkerungsentwicklung
| Jahr      | 1962 | 1968 | 1975 | 1982 | 1990 | 1999 | 2007 | 2019 |
| Einwohner | 153  | 185  | 163  | 159  | 137  | 120  | 151  | 170  |